# Kowal ciemnoskrzydły
Kowal ciemnoskrzydły (Pyrrhocoris marginatus) – gatunek pluskwiaka z podrzędu różnoskrzydłych i rodziny kowalowatych.

## Opis
Pluskwiak o owalnym w zarysie ciele długości od 5,6 do 8 mm, ubarwionym czarno lub czarnobrązowo z szaroczarną zakrywką, brązowymi goleniami i stopami oraz żółtawobrązowymi lub żółtawymi brzegami bocznymi przedplecza i przednimi odcinkami brzegów bocznych półpokryw. Wierzch ciała jest płaski, zaś spód wypukły. Przód głowy ma obrys trójkątny, a przedplecze trapezowaty. Oskórek jest nieowłosiony, z wyjątkiem tyłu przedplecza matowy. Wyraźne punktowanie zdobi przedplecze, tarczkę i międzykrywki. Użyłkowanie skórzastej zakrywki tworzy w jej podstawowej części trzy nieregularnego kształtu komórki. Zwykle jednak w pełni wykształconej zakrywki się nie uświadczy – zdecydowanie dominują w populacji formy krótkoskrzydłe i prawie krótkoskrzydłe (brachypteryczne i subbrachypteryczne), a więc o półpokrywach skróconych.

## Biologia i ekologia
Kowal ten zamieszkuje głównie siedliska ciepłe, suche i otwarte, chętnie o podłożu lessowym. Znajdowany jest w piaskowniach i nieczynnych kamieniołomach. Rzadziej spotykany jest w miejscach ciepłych i wilgotnych, jak parki i ogrody. W przeciwieństwie do pokrewnego kowala bezskrzydłego, nie tworzy kolonii, występując raczej pojedynczo. Prowadzi skryty tryb życia, bytując na przykład pod kamieniami. Jego preferencje pokarmowe są słabo zbadane. Żeruje między innymi na żmijowcach oraz leżących na ziemi nasionach robinii akacjowej i często jest znajdowany w sąsiedztwie tych roślin. Wydaje na świat jedno pokolenie w ciągu roku.

## Rozprzestrzenienie
Gatunek palearktyczny, rozprzestrzeniony od Francji przez centrum i południe Europy, Turcję i Bliski Wschód po północne Chiny.
W Polsce przez długi czas nie był notowany. Od 2000 roku znaleziono go na kilku stanowiskach położonych na Dolnym i Górnym Śląsku oraz jednym na Wyżynie Małopolskiej. Według Taszkowskiego i współpracowników jest prawdopodobne, że jego liczniejsze obserwacje w XXI wieku spowodowane są ociepleniem klimatu, wskutek którego powstaje większa liczba sprzyjających mu siedlisk lub które przyczynia się do migracji osobników z południa przez Bramę Morawską, ale weryfikacja tych hipotez wymaga dalszych badań z zakresu ekologii i faunistyki.